# Игдоча
Игдоча — село в Газимуро-Заводском районе Забайкальского края России. Входит в состав сельского поселения «Газимуро-Заводское». Основано в 1726 году.

## География
Село находится в юго-западной части района, на левом берегу реки Газимур, вблизи места впадения в неё реки Игдоча, на расстоянии примерно 1 км (по прямой) к северо-западу от села Газимурский Завод, административного центра района. Абсолютная высота — 685 м над уровнем моря.
Климат
Климат характеризуется как резко континентальный с продолжительной морозной зимой и тёплым летом. Средняя температура воздуха самого холодного месяца (января) составляет от −28 °C до −32 °C; средняя температура самого тёплого месяца (июля) — 18 — 20 °C. Среднегодовое количество атмосферных осадков составляет 320 мм.
Часовой пояс
Село Игдоча находится в часовой зоне МСК+6. Смещение применяемого времени относительно UTC составляет +9:00.

## Население
| 2002 | 2010 | 2021 |
| ---- | ---- | ---- |
| 269  | ↘250 | ↘217 |

Половой состав
По данным Всероссийской переписи населения 2010 года, в гендерной структуре населения мужчины составляли 50 %, женщины — соответственно также 50 %.
Национальный состав
Согласно результатам переписи 2002 года, в национальной структуре населения русские составляли 100 % из 269 чел.

## Улицы
Уличная сеть села состоит из двух улиц:
- ул. Верхняя,
- ул. Центральная.

## Инфраструктура
В селе функционируют начальная общеобразовательная школа, сельский клуб и библиотека.